# Каменкуца
Каменкуца (рум. Camencuța) — село в Глоденському районі Молдови. Входить до складу комуни, адміністративним центром якої є село Дану.
Переважна більшість населення - українці.

## Населення
За даними перепису населення 2004 року в селі проживали 117 осіб.
Національний склад населення села:
| Національність | Кількість осіб | Відсоток |
| -------------- | -------------- | -------- |
| українці       | 95             | 81,2%    |
| молдавани      | 18             | 15,4%    |
| росіяни        | 4              | 3,4%     |
| Всього         | 117            | 100%     |